# کیل براونینگ
کیل براونینگ (انگلیسی: Kayle Browning؛ زادهٔ ۹ ژوئیهٔ ۱۹۹۲) تیرانداز اهل ایالات متحده آمریکا است.
وی در مسابقات کشوری و بین‌المللی در مجموع برندهٔ ۳ مدال طلا، ۲ مدال نقره، ۲ مدال برنز شده‌است.